# Llagosta del desert
La llagosta pelegrina (Schistocerca gregaria) és una espècie d'ortòpter celífer les plagues del qual han amenaçat la producció agrícola d'Àfrica, Orient Mitjà i Àsia durant segles. La qualitat de vida d'almenys una desena part de la població mundial està afectada per plagues d'aquest insecte. Aquesta espècie és potencialment la que causa plagues més perilloses de totes les espècies del gènere Schistocerca, a causa de la seva habilitat d'eixamenar per volar ràpidament a grans distàncies. Té de dos a cinc generacions per any. Les altures del nord d'Etiòpia (Regió Tigre) i d'Eritrea alenteixen els seus moviments a les àrees de reproducció en la costa del Mar Roig.